# 湯倉神社
湯倉神社（ゆくらじんじゃ）は、北海道函館市にある神社。旧社格は村社。

## 歴史
伝説によると享徳2年（1453年）頃、一人のきこりが家に帰る途中、小高い丘(現在の湯倉神社付近)の沼澤地で温泉を発見した。その後きこりが関節痛を患い、その温泉を思い出し湯治したところ治った。これを感謝して薬師如来を刻み小さな祠「薬師堂」を建てて安置したのが湯倉神社および湯の川温泉の起源といわれている。以上は言い伝えだが、明らかな事実及び現存する社宝によって証明される由緒がある。
享保2年（1717年）の松前藩の調査によると、元和3年（1617年）には湯座に薬師如来を祀っていたとされている。
承応2年（1653年）、松前藩第4代藩主松前高広（幼名：千勝丸）が難病を患らった。ある夜、母清涼院は夢告で「松前城の東に当たって不思議に病に効く温泉がある。そこへ行けばどんな病気でもきっと治る。」という神のお告げを受け、家来を向かわせたところ温泉を発見し、千勝丸を湯治させるとまもなく難病が完治した。
これを感謝して松前藩は承応3年（1654年）に社殿を再建、黄金の薬師如来像（少彦名神）を安置し、直径6寸3分（20cm）の鰐口を奉納した。
箱館戦争のとき五稜郭を占領していた榎本武揚率いる軍は、250名の傷病兵をこの温泉で療養させたり、また榎本自らも時々浸かっていた。
明治9年（1876年）に村社に列し、明治43年（1910年）5月に湯沢神社〔安政3年（1856年）4月建立〕を、同年7月に稲荷神社〔嘉永2年（1849年）建立〕を合祀した。明治44年（1911年）改築。
現在の社殿は昭和16年（1941年）に竣工したものである。

## 祭神
- 少彦名神
- 大己貴神
- 倉稲魂命

## 交通
- 軌道
  - 函館市企業局交通部 湯の川停留場
- 路線バス
  - 函館バス、北海道観光バス 湯倉神社前停留所

## その他
- 函館市出身のアーティストYUKIは、アルバム『forme』に収録されている楽曲『魔法はまだ』において、自身の15歳頃の思い出をモチーフに作詞しており、歌詞の中で「湯の川神社」としてこの神社について歌っている[1]。
- 2019年（令和元年）の温泉むすめコラボレーションで、湯の川聖羅のイラスト入り絵馬が販売された[2]。